# Abdel Hamid Darmoul
Abdel Hamid Darmoul – tunezyjski zapaśnik walczący w obu stylach. Zajął czwarte miejsce na igrzyskach afrykańskich w 1995 i na mistrzostwach Afryki w 1992. Brązowy medalista igrzysk panarabskich w 1992 roku.